# Коз (коммуна)
Коз (фр. Cozes) — коммуна во Франции, находится в регионе Пуату — Шаранта. Департамент коммуны — Шаранта Приморская. Входит в состав кантона Коз. Округ коммуны — Сент.
Код INSEE коммуны — 17131.

## Население
Население коммуны на 2010 год составляло 2005 человек.
| 1962 | 1968 | 1975 | 1982 | 1990 | 1999 | 2010 |
| ---- | ---- | ---- | ---- | ---- | ---- | ---- |
| 1579 | 1653 | 1697 | 1746 | 1730 | 1830 | 2005 |